# Allan Segura
Allan Segura, född 23 december 1980, är en friidrottare från Costa Rica. Han deltog vid olympiska sommarspelen 2008.